# Boca Aberta
Emerson Miguel Petriv (Londrina, 7 de agosto de 1971), também conhecido como Boca Aberta, é um operador de equipamento de rádio, televisão, som e cinema e um político brasileiro, filiado ao PMB.

## Biografia
Nas Eleições Municipais de 2012, candidata-se pela primeira vez para um cargo eletivo, para vereador de Londrina pelo PP-Partido Progressista, obtendo 1.648 votos (0,63%), ficando na 4ª Suplência.
Em 2014, nas Eleições Estaduais, postulou a candidatura para Deputado Estadual do Paraná, já pelo PSC-Partido Social Cristão, obtendo 12.110 votos (0.21%), terminando na 14ª Suplência.
Nas eleições municipais de 2016, foi eleito vereador mais votado da história da Cidade de Londrina. Em novembro do mesmo ano a Polícia Federal faz buscas na casa do Vereador eleito em investigação sobre a invasão do Conjunto Residencial Flores do Campo onde Boca Aberta era suspeito de coordenar e incentivar a invasão. O Delegado da Polícia Federal detalhou ainda que haviam vídeos que mostravam o Vereador eleito incitando as pessoas que invadiram o local a ficarem no Residencial. Em 2017 o Vereador foi acusado de quebra de decoro parlamentar por fazer uma 'vaquinha' virtual para pagar uma multa Eleitoral de R$ 8 mil. Consta no relatório da Comissão Processante (CP) que o Vereador usou de inverdades para pedir dinheiro a eleitores em uma Unidade de Pronto-Atendimento (UPA) durante o Pleito de 2016. Teve o mandato cassado por conta disso.
Em Janeiro de 2018 o Ministério Público pediu a prisão preventiva do ex-vereador cassado, Emerson Petriv (PR), por conta de um descumprimento judicial de ficar a pelo menos 500 metros distante do Vereador Mário Takahashi (PV). Em Março, Boca Aberta foi enquadrado por perturbação do sossego, estabelecido no artigo 42 da Lei de Contravenções Penais (LCP). A Justiça considerou que o crime foi cometido com "gritaria ou algazarra". Na noite do dia 11 de janeiro, o ex-parlamentar foi até a unidade de saúde alegando ter recebido denúncias de usuários sobre a demora do atendimento, que chegava a 14 horas. Acompanhado de seu advogado, ele resolveu fiscalizar o serviço pessoalmente. Ao chegar na UPA, ouviu as reclamações dos pacientes por aproximadamente 40 minutos. Sem uma resposta da direção do local, Boca Aberta adentrou ao setor destinado aos médicos e teria verificado a falta destes profissionais. À Polícia Civil, ele negou ter gritado e atrapalhado o trabalho dos servidores municipais e disse apenas que "agiu no exercício da função de vereador". A versão foi contestada pelos técnicos de enfermagem, auxiliares administrativos e enfermeiros ouvidos pelo delegado de plantão. Todos disseram que o atendimento foi interrompido pela intervenção do ex-vereador, gravada em vídeo e divulgada em sua página oficial no Facebook. 
Em Agosto Emerson Miguel Petriv foi denunciado pelo MP/PR por desacato, praticado contra o Vereador Rony dos Santos Alves, em 02/07/2013. A inicial foi recebida em 02/10/2014. A sentença das f. 218/228, publicada em Cartório em 16/06/2015, julgou procedente a denúncia, aplicando pena base, tornada definitiva, de 7 meses de detenção, em regime prisional inicial aberto; a pena privativa de liberdade foi substituída por limitação de fim de semana.
Em 2018, foi um dos oito Candidatos eleitos pelo PROS para a Câmara Federal, foi o mais bem votado da cidade de Londrina e conseguiu eleger seu filho, Matheus Viniccius Ribeiro Petriv (Boca Aberta Junior), ao cargo de deputado estadual. Assumiu o cargo em 1º de fevereiro de 2019. 
Emerson ficou conhecido por andar pela cidade de Londrina em cima de uma bicicleta elétrica com uma caixa de som acoplada, apelidada de "Grace Kelly". No som, uma gravação onde o locutor fala de problemas como saúde e educação, entre outros, cita nomes de políticos e pergunta o que eles fizeram.
Em março de 2021 Boca Aberta teve seus bens bloqueados pela Justiça e seus familiares que ocupam também cargos públicos passaram a ser investigados pelo esquema de corrupção denominado "rachadinhas". Seu filho, Boca Aberta Junior, responde à uma outra ação e é investigado por desvios de verba pública em compras de kits esportivos. Em seu marketing o político (vide camisetas) usa de forma pirata a camiseta do Londrina Esporte Clube com a boca que é marca da banda musical Rolling Stones, sem autorização da gravadora que gerencia os direitos autorais da banda no Brasil.
Ao final de agosto de 2021, Boca Aberta teve seu diploma de deputado cassado. O relator do caso no Tribunal Superior Eleitoral (TSE), juiz Luís Felipe Salomão, considerou que, ao ter seu mandato de vereador cassado em 2017, Boca teria ficado inelegível por 8 anos (até 2025). Apesar de Boca Aberta ter recebido uma liminar provisória após o registro de sua candidatura para disputar a eleição de 2018, esta mesma liminar foi derrubada em 4 de outubro, ou seja, antes do dia do pleito, realizado em 7 de outubro de 2018. O suplente de Boca Aberta deverá assumir o cargo até o fim de 2022. 

## Controvérsias
Segundo um levantamento feito pelo Congresso em Foco em janeiro de 2021, Boca Aberta é o deputado com o maior número de inquéritos e ações penais em trâmite na Justiça. No dia 22 de janeiro de 2021, foi decretada sua prisão, após ter perturbado funcionários e pacientes de uma Unidade de Pronto Atendimento (UPA) de Londrina (PR), em 2017. Boca Aberta foi condenado a 17 dias de prisão em regime semiaberto.